# Trapezoritis
Trapezoritis is een geslacht van vlinders van de familie van de zakjesdragers (Psychidae).
Dit geslacht is monotypisch, dat wil zeggen dat het maar één soort heeft namelijk Trapezoritis anisastra Meyrick, 1932, die in Oeganda voorkomt.